# Горно Количани
Горно Количани или Горно Куличани (на македонска литературна норма: Горно Количани; на албански: Koliçani i Epërm) е село в община Студеничани на Северна Македония.

## География
Селото се намира в областта Торбешия.

## История
В XIX век Горно Количани е албанско село в Скопска каза на Османската империя. Според статистиката на Васил Кънчов от 1900 година Горно Куличани е населявано от 460 арнаути мохамедани.
След Междусъюзническата война в 1913 година селото попада в Сърбия.
На етническата си карта от 1927 година Леонард Шулце Йена показва Горно Количане (Grn.-Količane) като албанско село.
Според преброяването от 2002 година Горно Количани има 309 жители – 306 албанци, 1 северномакедонец и 2 други.
В годините на Втората световна война в Горноколичанското училище е разположен щабът на Дванадесета македонска ударна бригада. В 1978 година сградата е построена наново, превърната в музей и обявена за паметник на културата.